# Bu Yunchaokete
Bu Yunchaokete (布云朝克特S; in mongolo ᠪ‍ᠤ‍ᠶᠠᠨᠴᠤᠭᠲᠤ, Buyanchogtu; Börtala, 19 gennaio 2002) è un tennista cinese.

## Biografia
Proviene da una famiglia di etnia mongola residente nella prefettura autonoma di Bortala, nello Xinjiang: il padre è morto quando Bu era bambino e la madre si è poi risposata. Per anni ha vissuto coi nonni, che non conoscevano il mandarino; in seguito essi lo mandarono all'Urumqi SOS Children's Village. 
Ha iniziato a giocare a 5 anni, facendosi allenare da Luo Yong.
Nel 2022 ha fatto il suo esordio nella squadra cinese di Coppa Davis. Ha conquistato il suo primo titolo Challenger al Seoul Open 2023, sconfiggendo Aleksandar Vukic in due set. Di conseguenza è salito alla posizione numero 164 del ranking ATP, l'8 maggio 2023.
Ha vinto il suo primo match in un torneo Masters 1000 come wild card allo Shanghai Masters 2023 contro Miomir Kecmanović.
Si è aggiudicato il suo secondo Challenger al Wuxi Open 2024 in Cina, sconfiggendo Egor Gerasimov e diventando così il più giovane giocatore cinese a vincere più titoli a questo livello. Ha poi raggiunto la top 150 del ranking ATP il 22 luglio 2024, dopo aver vinto un altro titolo Challenger a Granby, in Canada. Nello stesso anno ha fatto il suo debutto nel Grande Slam, dopo essersi qualificato per il tabellone principale agli US Open: è stato sconfitto al primo turno da Casper Ruud.
Il 23 settembre è diventato uno dei primi cento tennisti del mondo, salendo alla posizione numero 96; la settimana successiva ha raggiunto la semifinale dell’ATP 500 di Pechino dove è stato sconfitto dal numero 1 del mondo Jannik Sinner, e grazie a questo risultato si è issato al 69º posto. 
Viene sconfitto sempre al primo o secondo turno di qualificazioni nei tornei di Astana, Vienna e Parigi Bercy. Raggiunge poi i quarti al Moselle open. Partecipa infine al challenger di Kobe dove raggiunge appena gli ottavi. 
2025 
Viene fermato al primo turno nei tornei di Auckland e Melbourne. Raggiunge poi i quarti in Francia, a Montpellier. Sul cemento americano di Dallas e Delray beach conquista una sola vittoria. Viene sconfitto poi di nuovo sempre al primo turno al Rio open e al Mexican open. 
Sia ad Indian Wells che a Miami raggiunge il secondo turno venendo battuto rispettivamente da Medvedev e De Minaur. Di nuovo sconfitte al primo turno nei tornei di Bucarest e Monte Carlo. 
Continua la striscia negativa di sconfitte al primo turno anche su terra a Madrid e Roma. Raggiunge la finale al challenger 175 di Torino battendo in striscia gli italiani Fonio, Fognini e Passaro. Torna a non ottenere vittorie nel circuito maggiore, complici le sconfitte al primo turno ad Amburgo, Parigi, Maiorca e Londra. 
A Los Cabos e Washington raggiunge il secondo turno venendo sconfitto rispettivamente da Nava e De Minaur. Partecipa poi anche a Toronto, battendo il ceco Kopriva al primo turno.

## Vittorie contro top 10 per stagione
| Anno     | 2024 | Totale |
| -------- | ---- | ------ |
| Vittorie | 1    | 1      |

| Anno | N. | Avversario    | Ranking | Torneo              | Superficie | Turno | Punteggio |
| 2024 | 1. | Andrej Rublëv | 6       | China Open, Pechino | Cemento    | QF    | 7–5, 6–4  |